# Monumenti e opere d'arte di San Benedetto del Tronto

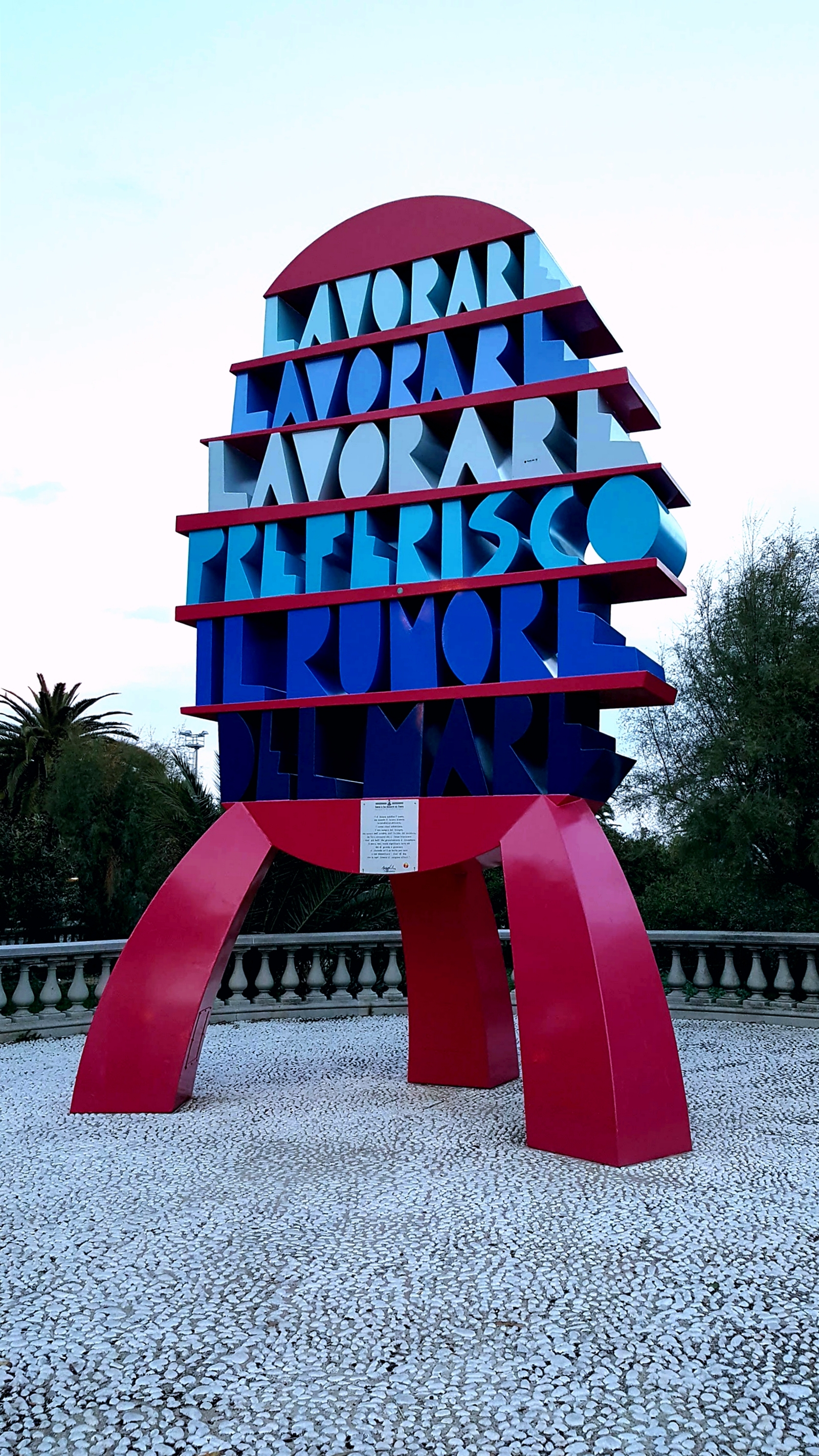
Monumento di Ugo Nespolo

Il centro cittadino di San Benedetto del Tronto nel corso degli ultimi decenni è divenuto un Museo all'aperto, e molte sono le opere architettoniche e artistiche contemporanee installate presso l'isola pedonale, conosciuta anche come "l’isola dell’arte", di Viale Secondo Moretti. Fra gli artisti che hanno lavorato ci sono: Enrico Baj, Mario Cataldi, Paolo Consorti, Marco Lodola, Salvatore Mangion, Ugo Nespolo, e Mark Kostabi per citarne alcuni.

## MAM - Museo d'Arte sul Mare

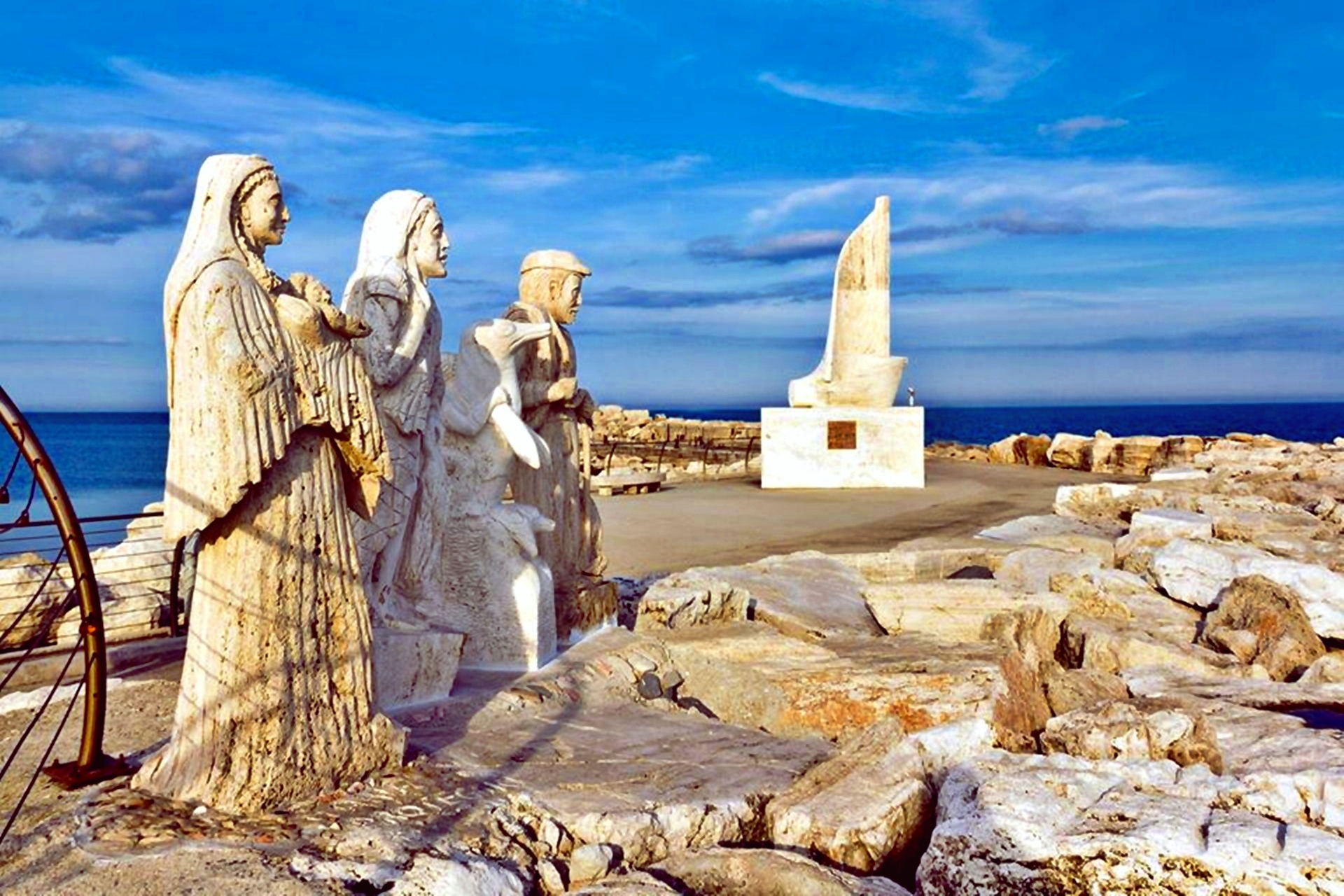
San Benedetto del Tronto. Gruppo scultoreo di travertino presso il molo sud

Ospitato nell'area portuale del comune è un museo all'aperto .Esso contiene 218 opere delle quali 194 sono sculture realizzate sulle facce dei blocchi frangiflutti di travertino allineati lungo la passeggiata nel primo tratto del molo e 24 sono murali realizzati nel terzo tratto, sulle facce dei blocchi di cemento. Le opere sono state create a partire dal 1996, da 194 artisti provenienti da 40 nazioni di 5 continenti, all'interno dei simposi internazionali Scultura Viva e Festival dell'Arte sul Mare che si svolge ogni anno nel mese di giugno.

## Monumenti e sculture

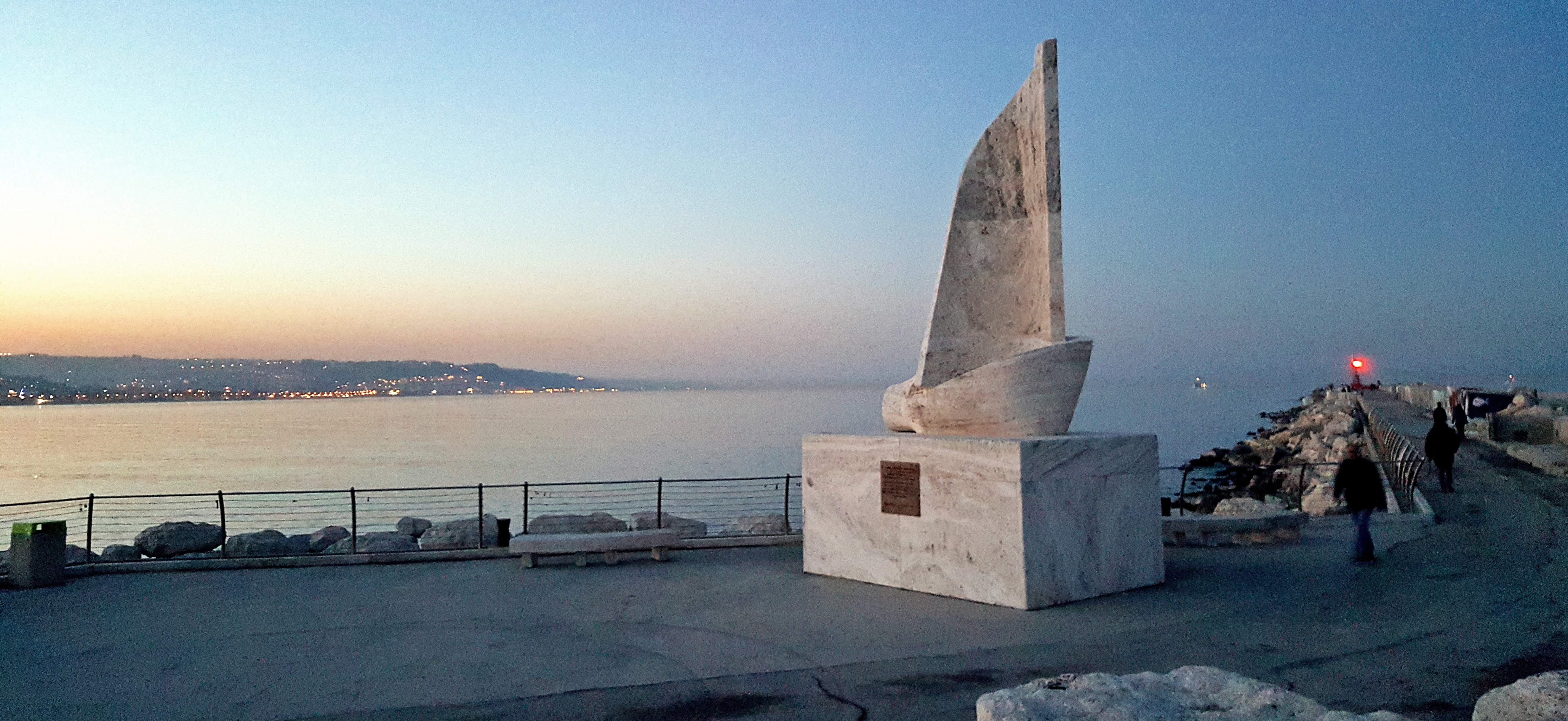
“La Vela” molo sud San Benedetto

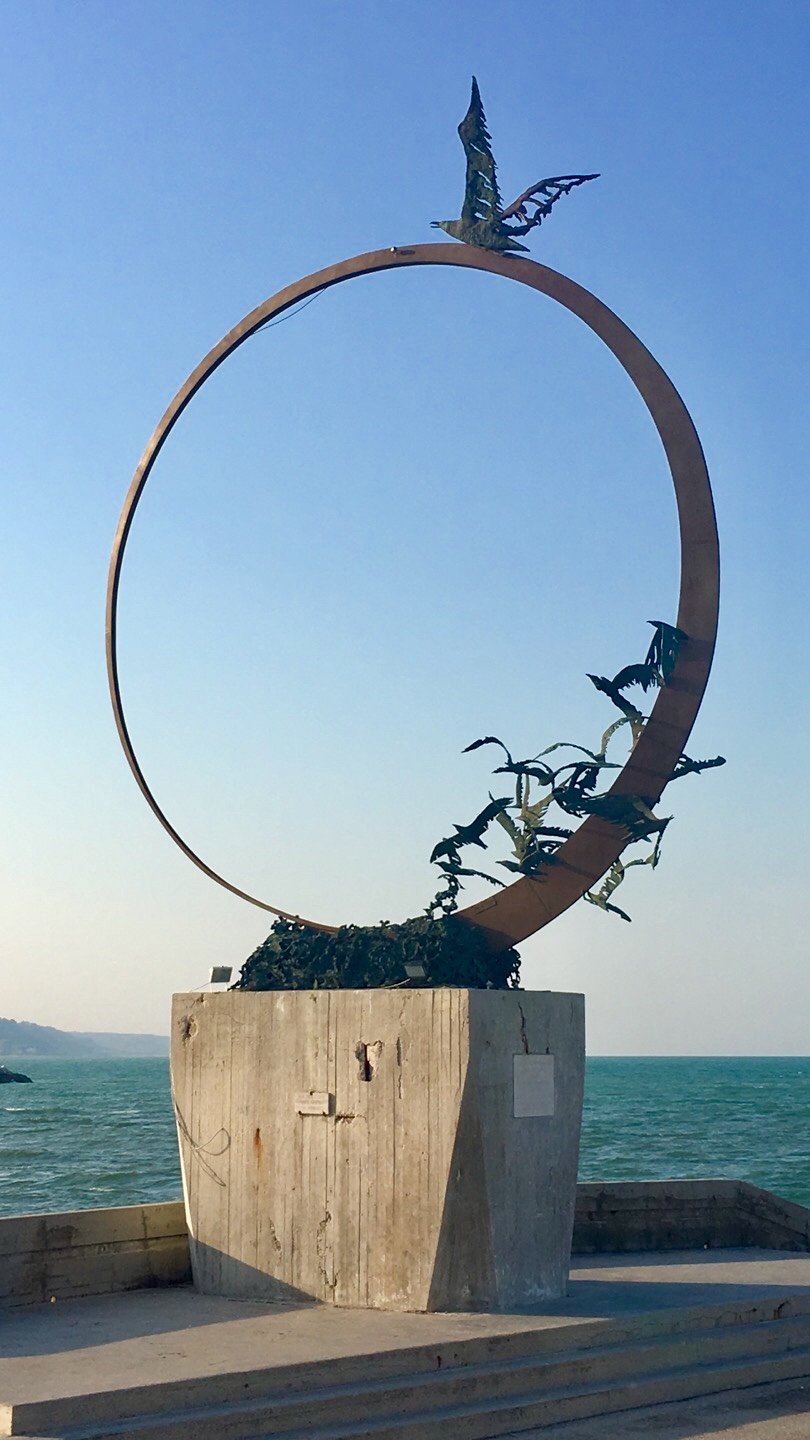
Il monumento gabbiano Jonathan

### Monumento al gabbiano Jonathan
Realizzato dall'artista Mario Lupo nel 1986, il monumento a il gabbiano Jonathan Livingston, protagonista del libro di Richard Bach, sorge lungo la passeggiata del Molo sud, quella che è stata ribattezzata The Jonathan's way. L'opera, proiettata per 10 metri, racchiude in un cerchio azzurro la vita dei gabbiani e delle acque. È il simbolo della operosità generosa e della tenacia tipiche della gente di mare, gente abituata ad affrontare e superare silenziosamente ostacoli e difficoltà.

### Monumento al pescatore

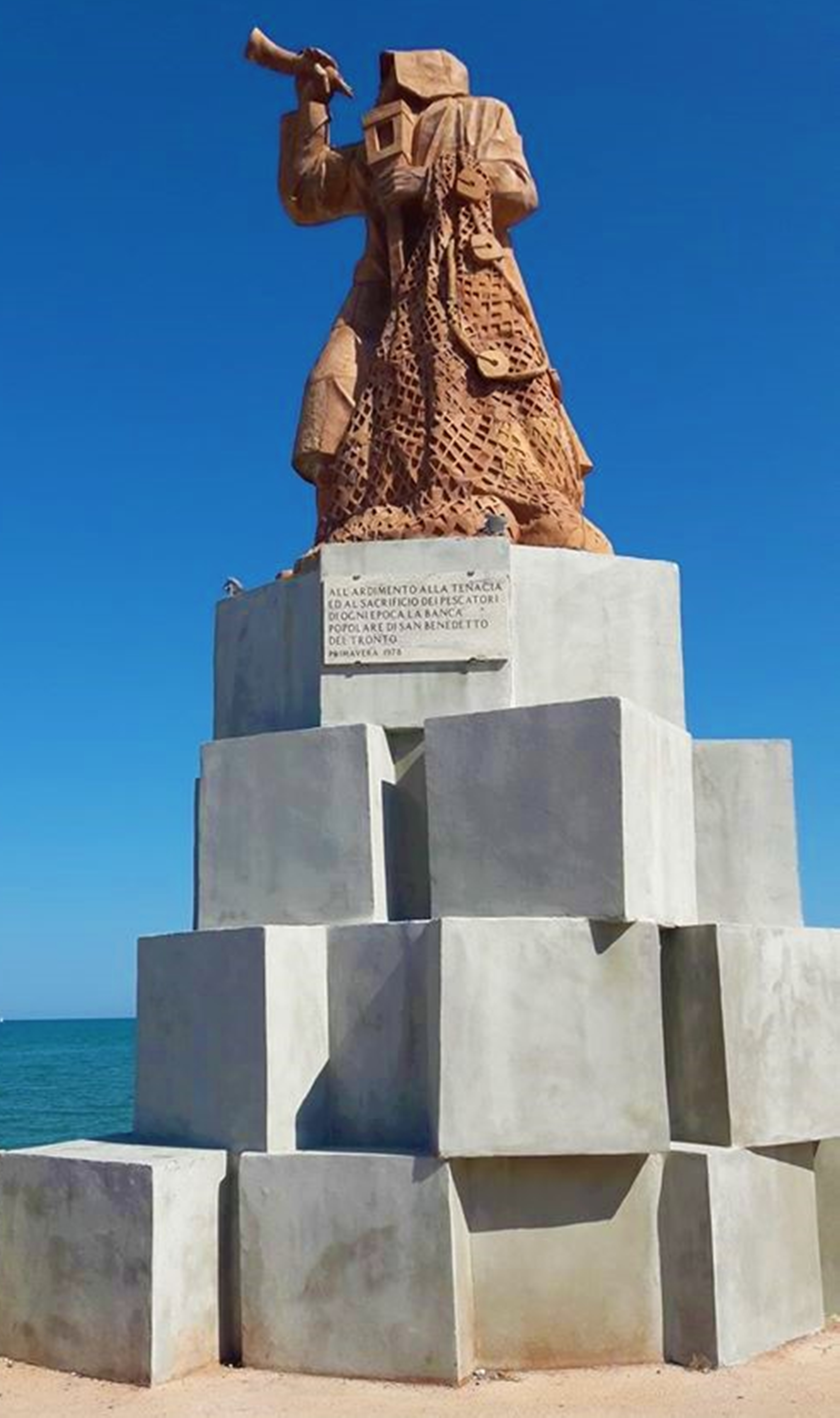
Monumento al pescatore

Dedicato alla gente di mare ed alla storia dei pescatori. È opera di Cleto Capponi, artista grottammarese.

### Monumento a Salvo d'Acquisto
Situato presso il lungomare sud, è una scultura in bronzo alta 8,5 metri, è l'omaggio della città al vicebrigadiere Salvo D'Acquisto.

### Monumento ai caduti
Situato presso Viale Secondo Moretti, è un'opera in bronzo di Amleto Cataldi e fu inaugurato il 14 agosto 1921, è dedicato ai 104 caduti sambenedettesi della Prima guerra mondiale.

### La vela
Monumento in travertino installato al Molo Sud, rappresenta una barca a vela munita di turbina, in ricordo del Mons. Francesco Sciocchetti ideatore del primo peschereccio a motore in Italia, il "San Marco" varato il 26 Maggio 1912.

### Altri monumenti e sculture cittadine
- E la pietra gridò — è un monumento dello scultore Marcello Sgattoni dedicato a Carlo Alberto dalla Chiesa, è collocato nella piazza omonima.[8]

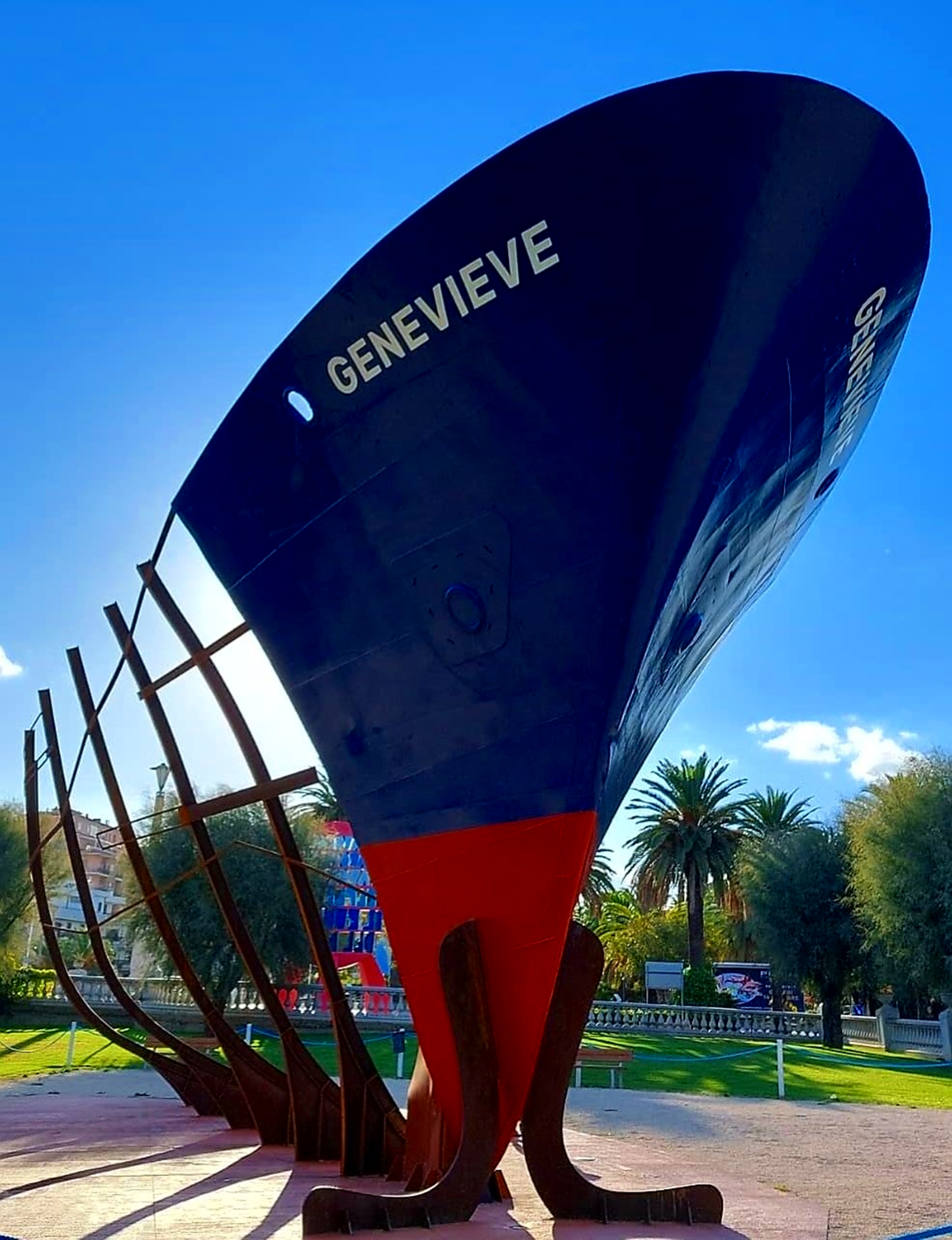
Geneviève

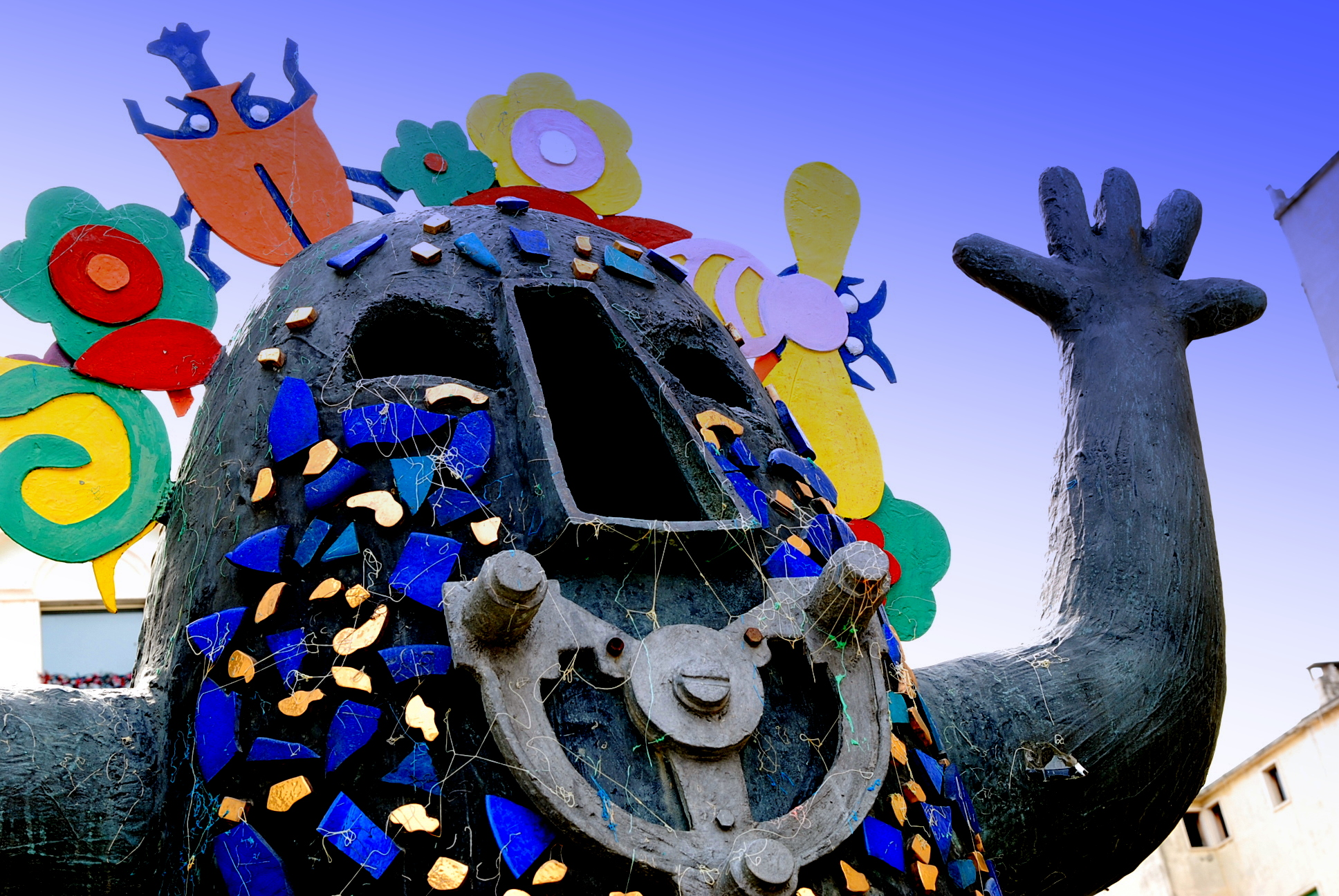
Il saluto di Ubu

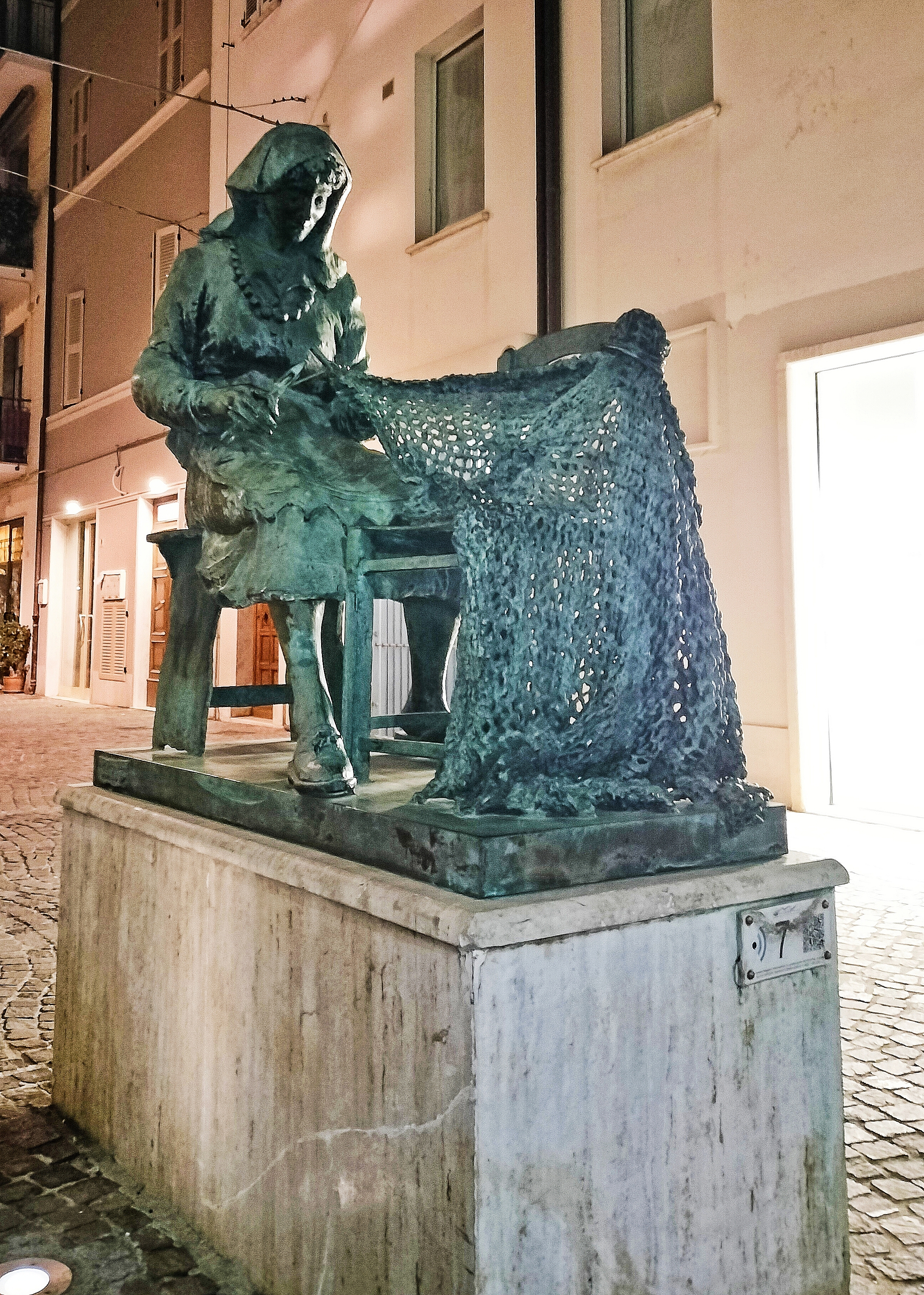
La Retara

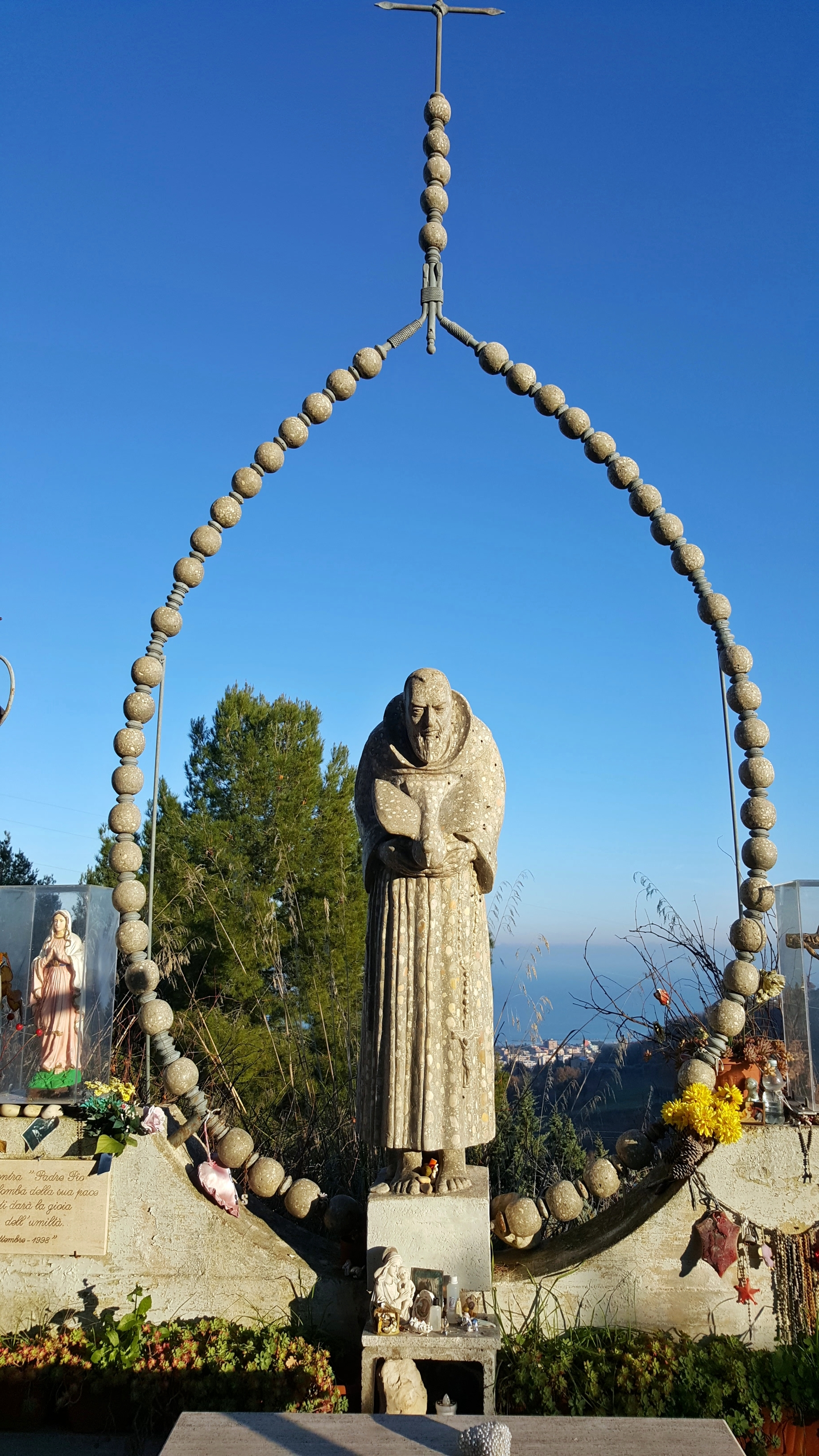
Statua di Pio da Pietrelcina

- Geneviève — è un monumento alla marineria sambenedettese rappresentato dalla prua dell'ex motopeschereccio atlantico "Geneviève".[9][10][11][12]
- I bambini della guerra — in piazza Bambini del Mondo, su cui si affaccia il Municipio, anzi proprio su una parete del Palazzo comunale, colpisce l'attenzione una scultura di Ugo Nespolo intitolata I bambini della guerra.[13]
- Il mare, il ritorno — sorge sulla banchina portuale Malfizia, dinanzi al mercato ittico al minuto, il complesso di sculture intitolato Il mare, il ritorno, opera dello scultore sambenedettese Paolo Annibali.[14][15]
- I sognatori — opera in bronzo realizzata da Paolo Annibali rappresenta un tronco d'albero morto di quattro metri d'altezza, che offre riparo a vari animali e due bambini che dormono, mentre un ramo appena germogliato spunta dall'alto.[16][17][18]
- Il saluto di Ubu — l'opera in bronzo realizzata da Enrico Baj si richiama ad un lavoro teatrale di Alfred Jarry, fondatore della patafisica.[18][19]
- La Retara — il monumento alla retara, opera in bronzo dello scultore Aldo Sergiacomi, è un doveroso omaggio a una delle figure tipiche della città.[18] Il basamento dell'opera è arricchito da una poesia in vernacolo, dedicata appunto alla figura della retara, del poeta sambenedettese Giovanni Vespasiani.[20][21]
- La Sibilla — situata presso il Viale Alcide De Gasperi, è un'opera dello scultore Giuseppe Marinucci, realizzata assemblando materiali ferrosi di recupero che danno vita alla rappresentazione suggestiva della mitologica figura.[8]
- L'elefantino tra le palme — un'opera allegra, perfettamente integrata nel nuovo arredo del viale, che si è subito trasformata in un monumento "vivo e vissuto".[18][22]
- La famiglia del pescatore — l'opera in bronzo, dello scultore offidano Aldo Sergiacomi, è dedicata alla famiglia del pescatore.[23]
- Monumento ai caduti — sorge in viale Secondo Moretti è un'opera in bronzo di Mario Cataldi e fu inaugurato il 14 agosto 1921.[24]
- Monumenti ai caduti per la libertà — sono due opere dello scultore Marcello Sgattoni, i due monumenti, collocati nel centralissimo Viale Secondo Moretti in epoche differenti, commemora la liberazione della città dall'oppressione nazifascista avvenuta nella notte tra il 18 e il 19 giugno 1944.[25]
- Monumento Nespolo — opera di Ugo Nespolo collocata all'inizio del lungomare della città.[26][1]
- No Cluster Bombs — situata nei pressi dello Stadio Fratelli Ballarin, inaugurata il 30 maggio 2009 è un'opera dell'artista Carlo Gentili sul tema delle cluster bomb, delle gravi conseguenze che tali ordigni causano.
- Principe — la fontana collocata in via Cairoli, una delle traverse del corso, è dominata da una scultura di Paolo Consorti.[18][1]
- To see through is not to see into —  ovvero ”Guardare attraverso non è come guardare dentro, è un'opera di Mark Kostabi collocata nella zona pedonale del centro della città.[18][27]
- Vale & Tino — inaugurata il giorno di San Valentino, la straordinaria scultura in neon colorato di Marco Lodola è posizionata all'interno del cortile della Palazzina Azzurra.[28]
- Allegro — si chiama semplicemente Allegro l'opera di Ugo Nespolo collocata nella fontana di viale Secondo Moretti.[18][29][1]
- Statua di Padre Pio da Pietrelcina — Situata in contrada Barattelle a 250 m s.l.m., sulle prime colline di San Benedetto del Tronto, a circa 3 km dal centro cittadino e a pochi metri dal Museo Pietraia dei Poeti, si erge la statua consacrata di Padre Pio. Costruita con pietre, cemento e resina, dallo scultore Marcello Sgattoni.[30]
- Statua di Santa Teresa di Calcutta — La statua raffigurante Madre Teresa di Calcutta è stata realizzato dallo Scultore Genti Tavanxhiu. L'opera, richiesta dall'associazione “Albanesi di San Benedetto del Tronto” che si è occupata della sua realizzazione, vuol essere un omaggio alla città oltre che alla Santa di origini albanesi.[31]